# Thomas Lück (Sänger)

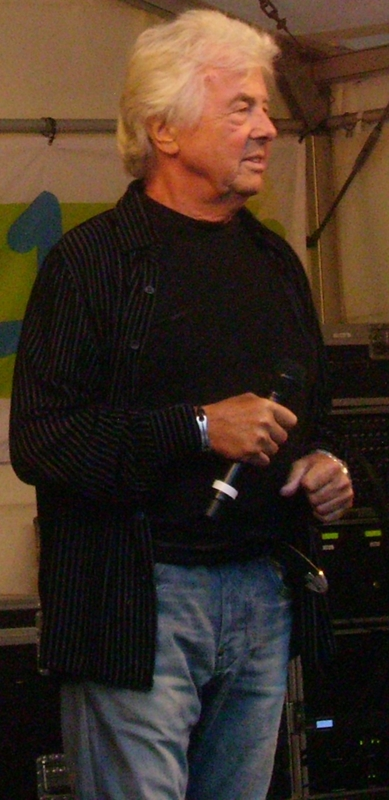
Thomas Lück, 2013

Thomas Lück (* 14. Februar 1943 als Frieder Lück in Dranske; † 10. Oktober 2019 in Leegebruch) war ein deutscher Schlagersänger und Schauspieler.

## Leben
Thomas Lück war gelernter Elektromechaniker. Als 18-Jähriger begann seine Karriere zunächst als Refrainsänger beim Manfred-Lindenberg-Sextett. Während seiner Dienstzeit bei der NVA gründete er eine eigene Band und machte 1964 eine erfolgreiche Mikrofonprobe beim Rundfunk der DDR, wo bereits 1965 seine erste Aufnahme Nimm den Nachtzug entstand. 1966 hatte er seine erste Fernsehproduktion mit dem Titel Hallo Fräulein Sonnenschein. Es folgten viele Schlager, die in Hitparaden vordere Plätze belegten. Ein Schwerpunkt waren dabei heitere Titel wie Wo kommt der Schnee auf dem Kilimandscharo her, Geh doch mal ans Telefon, Ich koche für mein Leben gern, Laß doch bloß den Schlankheitstee, Kurschatten oder Kunigunde. Bei mehreren Schlagerwettbewerben der DDR sowie beim Internationalen Schlagerfestival der Ostseeländer in Rostock feierte er Erfolge.
Zahlreiche Komponisten schrieben für ihn, so Arndt Bause, Rudi Werion, Ralf Petersen, Siegfried Schulte, Gerhard Siebholz, Dieter Birr und Andreas Holm. 1969 absolvierte er den ersten Lehrgang des Zentralen Studios für Unterhaltungskunst. Neben dem Schlagergesang betätigte er sich bald auch als Schauspieler. Von 1969 bis 1974 spielte er beim Fernsehen und bei der DEFA in Musicals, Schwänken und Sketchen. Im Filmlustspiel Liebesfallen übertrug man ihm eine Hauptrolle. 1978 erschien bei Amiga seine erste LP, es folgten eine weitere Langspielplatten und 23 Singles. Er wirkte in über 100 Rundfunk- und Fernsehproduktionen mit.
1997 startete er einen Neuanfang gemeinsam mit seinem Freund und Kollegen Andreas Holm. Beide gestalteten ein Tourneeprogramm als Duett Holm & Lück. Im Frühjahr 2019 beendete Lück seine Bühnenkarriere wegen einer Erkrankung an Hautkrebs, an der er schon seit mehreren Jahren litt. Er starb im Oktober desselben Jahres im Alter von 76 Jahren an Krebs.
Thomas Lück lebte zuletzt in Leegebruch bei Berlin. Er war von 1967 bis 1970 mit Petra Kusch-Lück verheiratet, liiert von 1970 bis 1975 mit Aurora Lacasa und von 1975 bis 1976 mit Nina Hagen. 1999 heiratete er zum vierten Mal. Aus den ersten drei Ehen stammt jeweils ein Kind (eine Tochter, zwei Söhne).

## Filmografie
- 1969: Vorsicht, Kurven!
- 1969: Seltsame Liebesbriefe (TV)
- 1970: Wir kaufen eine Feuerwehr
- 1970: Nächtliche Mutprobe
- 1970: Ein Jahr voll Musik (TV)
- 1972: Seegeschichten (TV)
- 1974: Polizeiruf 110: Das Inserat (TV-Reihe)
- 1976: Liebesfallen